# Lampocteis cruentiventer
Lampocteis cruentiventer (лат.) — вид гребневиков, единственный в семействе Lampoctenidae. Впервые обнаружен в Тихом океане у берегов Сан-Диего, штат Калифорния, в 1979 году. Был описан в 2001 году. 
Мезопелагический желеобразный ярко окрашенный организм. Цвета варьируются от тёмно-красного, фиолетового или чёрного до бледно-фиолетового. Глубокий красный цвет маскирует биолюминесценцию поедаемых им организмов и скрывает его от потенциальных хищников.